# Saint-Vincent-la-Châtre
 Saint-Vincent-la-Châtre  es una población y comuna francesa, en la región de Poitou-Charentes, departamento de Deux-Sèvres, en el distrito de Niort y cantón de Melle.

## Demografía
| 722 | 692 | 597 | 535 | 551 | 574 |
| Para los censos de 1962 a 1999 la población legal corresponde a la población sin duplicidades (Fuente: INSEE [Consultar]) |     |     |     |     |     |